# IC 1481
IC 1481 — галактика типа S, которая находится в созвездии Рыб ? (Спиралевидная галактика).

## Открытие
Этот объект включен в список исходной редакции каталога Index. Кроме того, поскольку этот космический объект встречается и в других исследованиях и каталогах, у него есть следующие названия: PGC 71070, UGC 12505, ZWG 406.64, IRAS23168 + 0537.